# Storia sociale dell'Inghilterra
La storia sociale dell'Inghilterra evidenzia i cambiamenti subiti dalla società inglese nel corso dei secoli. Questi stessi cambiamenti hanno cambiato il paese sia internamente che esternamente nel rapporto con le altre nazioni. Nell'ambito della storia sociale inglese si include anche la demografia storica, la storia del lavoro, la storia delle donne, la storia di famiglia, la storia dell'educazione, la storia urbana e quella rurale ed agricola delle isole britanniche.

## Società preistorica
Il passato distante non offre molte informazioni sulla struttura della società britannica. Come nel resto dell'Europa, però, si ha ragione di credere che il passaggio dalla vita di caccia a quella agricola sia avvenuto attorno al 4000 a.C. , fatto che sicuramente mutò in maniera sostanziale molti aspetti della vita dell'uomo inglese dell'epoca. Le prime attestazioni archeologiche di insediamenti abitativi risalgono a 3000 anni fa. Uno dei simboli più ovvi del cambiamento nella società preistorica inglese è sicuramente rappresentato da Stonehenge. La costruzione di un cerchio di pietre, come pure altrove di sepolture a monte e monumenti in tutte le isole britanniche sicuramente avevano introdotto il concetto di divisione del lavoro. I costruttori avevano infatti necessità di dedicarsi ad una certa pratica per la costruzione dei monumenti per acquisire le abilità che li portarono a realizzare questi splendidi manufatti. Non avendo tempo per cacciare o coltivare, ecco come la società si sia per la prima volta stratificata. Nella tarda età pre-storica troviamo la presenza invece dei Celti, dei Romani e degli anglosassoni.

## I Romani
L'arrivo dei Romani nel 54 a.C. probabilmente non alterò in un primo momento la società britannica in quanto si limitò ad un rimpiazzo della classe dominante. Certamente non ebbe il medesimo effetto in Irlanda dove la condizione più isolata consentì alla società locale di mantenersi intatta per più tempo anche durante la dominazione romana. È ai romani, ed in particolare a Tacito, che noi dobbiamo le prime dettagliate descrizioni della Britannia e della sua società tribale. Alcuni di questi personaggi esemplificativi come Cartimandua e Budicca, sono stati menzionati come esempi della società precedente all'arrivo della dominazione di Roma. La romanizzazione fu una parte importante della strategia di conquista romana ed i bretoni che decisero di abbracciare lo stile di vita romano vennero ricompensati con titoli di clientela; un esempio di tale pratica è costituito dalla figura di Cogidubno con la sua casa ultramoderna di stile romano a Fishbourne. Per sottomettere e controllare la campagna, i romani costruirono la principale rete stradale del paese che non solo risultò essere un importante progetto ingegneristico ma anche il primo vero mezzo sicuro di comunicazione sul territorio inglese. I romani apportarono diverse innovazioni e idee come la scrittura e tecniche di costruzione innovative.

## La prima società medievale
Il crollo dell'Impero romano d'Occidente nel V secolo è visto generalmente come un periodo di crollo della società e dei suoi valori in uno stato di anarchia totale. L'archeologia certo oggi dimostra una riduzione dell'acquisto di beni privilegiati e l'abbandono di alcune città romane, ma la società britannica non subì tracolli come ad esempio quella della penisola italiana. Sicuramente numerose popolazioni iniziarono a trarre vantaggio dalla progressiva assenza del potere dei romani, dando poi vita a quella che divenne nota come eptarchia. Infatti la popolazione locale, piuttosto che continuare a ritenersi parte di un più vasto impero, tornò ad un sistema tribale.
L'arrivo degli anglosassoni è uno degli eventi che maggiormente interessò questo periodo anche a livello sociale dal momento che questi tentarono in tutti i modi di cambiare, integrare e mutare completamente nel contempo la società che i romani avevano costituito. Ciò che appare comunque molto chiaro anche a livello storico è la netta separazione tra la società anglosassone ed il sentimento dei Celti maggiormente radicati nell'Inghilterra sud-orientale. Questi nuovi arrivati non erano stati conquistati a loro tempo dai romani, ma la loro società somigliava molto a quella dei primi britanni. La differenza sostanziale era che questo nuovo popolo era cristiano e pertanto cercò di convertire le comunità pagane presenti. Durante il VII secolo le aree a nord, ed in particolare la Northumbria, divennero siti importanti per la religione con la costruzione di monasteri che risentirono pesantemente dell'influenza di Beda il Venerabile. Nel IX secolo, Alfredo il Grande lavorò per la promozione della letteratura anglosassone, compiendo sforzi per educare il proprio popolo e per promuovere la lingua inglese, scrivendo personalmente anche delle opere. Alfredo ed i suoi successori unificarono il sud del paese e lo portarono alla tanto desiderata stabilità.

## Tarda società medievale

La società inglese medievale era divisa in tre gruppi: il clero (col compito di pregare), i cavalieri (col compito di combattere) ed i contadini (che lavoravano la terra). I monasteri e la nobiltà detenevano gran parte della terra, mentre la restante era nelle mani di alcuni ricchi contadini.

Dopo la conquista normanna dell'Inghilterra nel 1066, la società rimase immutata per secoli, ma gradualmente presero piede alcuni cambiamenti. I lords normanni parlavano francese normanno, e pertanto essi pensarono di adattare la lingua del posto sviluppando in Inghilterra la lingua anglo-normanna. Questo divenne il linguaggi principale non solo dell'amministrazione ma anche della letteratura (vedi letteratura anglo-normanna), ma malgrado questo la lingua originaria non venne completamente soppiantata dai nuovi arrivati, condizionando gran parte della nuova lingua con parole e costrutti grammaticali. Nel contempo la popolazione dell'Inghilterra raddoppiò sino alla fine del XIII secolo.
Il feudalesimo entrò a far parte della vita sociale inglese. Basato essenzialmente sul possesso di terra o di un feudo, questi valori consentivano ad un vassallo di venire ripagato dal sovrano per il servizio che egli apportava alla corona a livello militare. Gran parte della popolazione di quest'epoca era contadina e lavorava per conto di questi feudatari. Probabilmente tale situazione era già radicata in Inghilterra prima della conquista normanna, ma furono i Normanni ad istituirla ufficialmente ed a regolamentarla. Grandi informazioni in questo senso si possono trarre dal Domesday Book che ben descrive queste complesse strutture sociali ed i loro regolamenti.

### La chiesa
Le crociate furono un mezzo per estendere ulteriormente il controllo del potere della chiesa nella vita medievale che in Inghilterra doveva essere particolarmente numerosa se si pensa che nel corso del XIII secolo si contavano in tutto 40.000 tra chierici e sacerdoti. Questo portò anche alla costruzione delle principali cattedrali inglesi, comuni in tutta l'Europa all'epoca. Queste grandi costruzioni spesso offrivano lavoro a generazioni di lavoranti, coinvolgendo intere comunità con artigiani che offrivano il loro lavoro a vita. Un quarto dell'intera terra d'Inghilterra era nelle mani della chiesa. I monasteri spesso possedevano ampie tenute con fattorie e lavoranti.

### Prosperità e crescita della popolazione
I due secoli dal 1200 al 1400 (quando pure colpì la peste) furono sommariamente prosperi. La popolazione crebbe rapidamente da 2 a 5 milioni di abitanti. L'Inghilterra rimaneva ancora una società essenzialmente rurale ma subentrarono non pochi cambiamenti in questo ambito come ad esempio la rotazione delle colture che mantenne i campi sempre ricchi e produttivi. Gran parte della popolazione viveva di agricoltura. Per far fronte alle necessità di una popolazione in crescita, dovettero essere aumentate le aree adibite all'agricoltura e quindi iniziò il progressivo disboscamento delle foreste ed il prosciugamento delle paludi. La produttività per acro di terra lavorata, ad ogni modo, continuava a rimanere bassa: 17 staia per acro contro le 73 staia moderne.
Dopo il 1300 la prosperità della società inglese iniziò a decrescere per una combinazione di sovrappopolazione, mancanza di terra e suolo impoverito. La perdita di molte vite nella Grande carestia del 1315-1317 scioccò fortemente la società e la popolazione inglese. Il primo focolaio della Peste nera si ebbe nel 1348 ed uccise quasi la metà della popolazione inglese, lasciando moltissima terra ai sopravvissuti. Il settore dell'agricoltura ebbe un regresso. La Rivolta dei contadini di Wat Tyler del 1381 scuoté l'antico sistema feudale e limitò fortemente i livelli di tassazione nel regno per il secolo successivo.

### I villaggi
L'incremento della popolazione non solo portò un aumento di persone nelle aree rurali ma anche nei villaggi più grandi. Vennero così costruiti anche villaggi minori. Città grandi come Lincoln, Norwich e Thelford avevano 4000–5000 abitanti, mentre Londra era cresciuta da 10.000 a quasi 40 000 abitanti) mentre York si attestava sulle 10 000 unità.
Il XIII secolo in Inghilterra apportò una mini-rivoluzione industriale, con l'aumento nell'uso della forza eolica per la lavorazione dei materiali e cambiamenti nell'ambito della produzione e lavorazione della lana. La lana, sempre importante nell'economia inglese, veniva tradizionalmente esportata per essere lavorata, ma dal XIII secolo essa iniziò a venire lavorata direttamente sul posto, creando così una gran varietà di lavori ulteriori e specializzazioni. L'esportazione di abiti in lana continuò quindi a crescere dal XIV secolo in poi, anche dopo la chiusura del porto di Calais (che consumava gran parte della lana grezza) ad opera degli spagnoli nel XVI secolo. Molte persone iniziarono a ricoprire ruoli differenti nella società inglese, con la crescita della common law che concedeva alla popolazione l'accesso alla terra e come pure i "commons" iniziarono ad avere la possibilità di avere un seggio in parlamento dall'epoca di Edoardo I.

### La Peste Nera ed il declino della popolazione

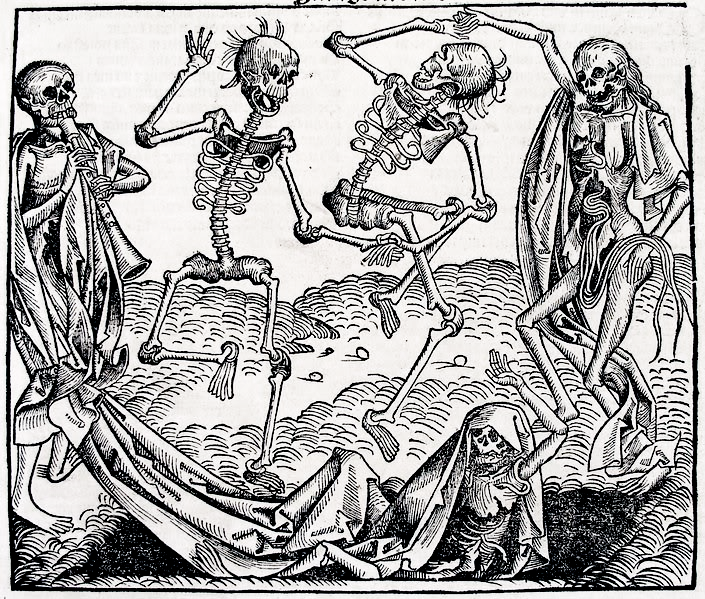
La Peste Nera riformò completamente la società inglese; la "danza della morte" divenne una delle immagini più frequenti; nessuno sapeva chi sarebbe morto e chi sarebbe sopravvissuto.

Dopo molti anni di crescita e di graduali cambiamenti, la Peste nera della metà del XIV secolo fu l'evento più traumatico della società inglese che venne dimezzata di numero. Interi villaggi vennero spazzati via dalla pestilenza, ma piuttosto che distruggere la società essa la rinvigorì. Prima della peste vi era una grande e probabilmente eccessiva forza lavoro con poco lavoro. La sovrappopolazione aveva portato anche alla presenza di poche risorse. Con la peste, però, i lavoratori un tempo unicamente confinati nelle proprietà dei loro padroni, ottennero la possibilità di viaggiare in aree prive di lavoratori, fondando anche nuovi insediamenti. Questa mobilità sociale combinata al fatto che i contadini continuarono ad essere in piena attività, portò ad un lento ma inesorabile declino del sistema feudale.
Questa rinnovata libertà dei contadini inglesi iniziò a preoccupare le autorità del regno che stabilirono delle leggi per specificare il massimo pagamento che un contadino potesse esigere, ma questo ebbe ben poca rilevanza sulle masse. Venne quindi introdotta una nuova tassazione "a testa", fatto che portò alla Rivolta dei contadini. Sebbene presto repressa, la rivolta divenne estremamente popolare e accese i riflettori sulle classi meno agiate della società inglese dell'epoca.

### La visione di Chaucer
Geoffrey Chaucer nelle sue Canterbury Tales da un illuminato ritratto di molte differenti persone che componevano la società medievale inglese dell'epoca, anche se tali ritratti sono limitati alla classe borghese. La donna di Bath ad esempio è uno dei personaggi più vibranti delle Tales, mostrando chiaramente il ruolo importante rivestito dalla donna anche nel medioevo inglese.

## La società Tudor
In termini generali, la dinastia Tudor inaugurò un periodo relativamente stabile se comparato agli anni precedenti di lotte continue. Ad ogni modo, la Riforma inglese causò non poche tensioni e conflitti interni ed esterni alla società inglese, con un considerevole impatto sulla struttura sociale del paese.
Prima della rottura di Enrico VIII, i monasteri avevano una gran parte nella gestione della vita sociale del paese, e la loro sparizione consentì allo stato di assumere anche le loro prerogative, adottandone i ruoli con provvedimenti chiave come la Poor law del 1601. Dopo la sparizione dei monasteri, vennero aperte nuove scuole di grammatica statali oltre all'introduzione della stampa che consentì una maggiore diffusione delle opere scritte.

### Cibo e agricoltura
Le riforme agricole iniziate nel XIII secolo si accelerarono notevolmente nel XVI secolo con le enclosure alternate al sistema dei campi aperti che negarono l'accesso della terra a molti. Grandi appezzamenti di terra un tempo utilizzati dalle comunità, divennero così elementi chiusi nelle mani di pochi ricchi.
Il rifornimento di cibo per l'Inghilterra si dimostrò ad ogni modo sempre sufficiente, senza l'esplosione di carestie, con solo episodi occasionali nel 1555–57 e nel 1596–98, perlopiù a carattere locale. Nelle città il prezzo del pane era fissato per legge.
I poveri consumavano una dieta essenzialmente composta da pane, formaggio, latte e birra, con poca carne, pesce e vegetali e ancor meno frutta. Le patate arrivarono alla fine del periodo storico in oggetto e divennero sempre più importanti nell'economia agricola inglese. Spesso i contadini vendevano i cibi più ricchi al mercato di modo da accumulare delle piccole somme di denaro da reinvestire per la famiglia. Ai livelli più alti della società, per contrasto, si consumavano enormi varietà di carni, in particolare manzo, montone, vitello, agnello e maiale, come pure galline ed anatre. Molti cittadini nei villaggi e nelle città disponevano di un orto personale dove produrre vegetali come asparagi, cetrioli, spinaci, lattuga, fagioli, cavoli, carote e piselli oltre ad un gran numero di erbe medicinali. Alcuni coltivavano piante da frutta come albicocche, uva, ciliegie, mele, prugne e pere. Le famiglie che non disponevano di un orto spesso commerciavano coi vicini per ottenere verdura e frutta a basso costo.
La popolazione scoprì nuovi cibi (come le patate ed i pomodori) importati dalle Americhe che condizionarono anche il gusto dell'epoca. Tra i più ricchi iniziarono a diffondersi anche bevande esotiche come tè, caffè e cioccolata. La nobiltà iniziò ad interessarsi sempre più ai propri giardini con vaste piantagioni per il proprio sostentamento e anche i banchetti iniziarono a decorarsi della presenza di piatti raffinati tra cui pasticci e la comparsa della prima pasta.

## Il XVII secolo
L'Inghilterra, assieme alle tensioni religiose, vide lo scoppio della guerra civile nel XVII secolo. La prosperità generalmente continuò ad esistere sia nelle aree rurali che in città, come pure nella grande metropoli di Londra.
La Guerra civile inglese interessò da vicino la società inglese in quanto basò i suoi motivi di conflitto essenzialmente sul piano religioso: da un lato l'austero fondamentalismo dei Puritani si contrappose alla chiesa anglicana, vista ormai come una sorta di criptocattolicesimo. Queste divisioni acuirono la distanza tra la nobiltà e la popolazione comune come pure tra la città e la campagna. Il conflitto interessò tutte le parti componenti la società e si diffuse lo slogan del tempo "the world turned upside down" ("il mondo è finito sottosopra").
La Restaurazione monarchica del 1660 fu una facile transizione al ritorno della chiesa degli Stuart. L'opinione pubblica reagì contro il puritanesimo dei Puritani che avevano portato all'abolizione di molte delle tradizioni locali e persino delle celebrazioni del Natale. L'arrivo di Carlo II venne sentito come un ritorno alla libertà: vennero riaperti i teatri, si sviluppò una nuova attenzione per la moda e per le comodità e le specialità d'oltremare. L'Impero britannico crebbe rapidamente dopo il 1600. Zucchero e caffè dalle Indie orientali, tè dall'India e schiavi furono la base del commercio imperialista.
Un inglese su nove viveva a Londra alla fine del periodo Stuart. Ad ogni modo i luoghi particolarmente affollati erano sempre rischio di pestilenze e incendi rovinosi e per questo molti si spostarono verso le campagne, come fece Isaac Newton dell'Università di Cambridge nel 1664–66 durante la Grande peste di Londra che uccise circa 100.000 londinesi. La metropoli divenne sempre più il centro di conflitti tra la politica, l'alta società ed il commercio. Come principale porto e centro del commercio di beni, a Londra iniziarono a diffondersi le Coffee houses che nel giro di breve tempo divennero dei veri e propri centri di vita sociale nel paese. I prodotti alla base del commercio dell'epoca possono essere considerati alla base della formazione della moderna società consumistica.
Iniziarono a svolgere un ruolo importante nella società di giornali e diversi diaristi dell'epoca come Samuel Pepys e John Evelyn costituiscono ancora oggi una delle principali fonti sulla vita quotidiana dell'Inghilterra nel periodo della Restaurazione.

## La società georgiana
| Distribuzione della popolazione urbana-rurale, 1600–1801    | Distribuzione della popolazione urbana-rurale, 1600–1801 | Distribuzione della popolazione urbana-rurale, 1600–1801 | Distribuzione della popolazione urbana-rurale, 1600–1801 |
| Anno                                                        | Urbana                                                   | Rurale non agricola                                      | Agricola                                                 |
| ----------------------------------------------------------- | -------------------------------------------------------- | -------------------------------------------------------- | -------------------------------------------------------- |
| 1600                                                        | 8%                                                       | 22%                                                      | 70%                                                      |
| 1700                                                        | 17%                                                      | 28%                                                      | 55%                                                      |
| 1801                                                        | 28%                                                      | 36%                                                      | 36%                                                      |
| Fonte: E.A. Wrigley, People, Cities and Wealth (1987) p 170 |                                                          |                                                          |                                                          |

### Agricoltura
Gli avanzamenti in campo agricolo resero la stessa agricoltura più produttiva e consentirono ad un numero di persone di liberarsi e di potersi dedicare all'industria. La Rivoluzione agricola inglese includeva innovazioni come ad esempio seminatrice inventata da Jethro Tull che iniziò un periodo di progresso come mai si era visto dall'epoca medievale e che continuò nei secoli successivi. La nuova meccanizzazione dell'agricoltura permise anche la lavorazione di appezzamenti di terreno più vasti, consentendo anche di variare le colture e diversificare il paesaggio.

### La rivoluzione industriale
Gli storici sono soliti datare la Rivoluzione industriale inglese alla metà del XVIII secolo. Essa crebbe e si sviluppò non solo nelle grandi città ma anche nelle città di mercato come Manchester, Sheffield e Leeds che crebbero significativamente anche in termini di popolazione..

### La borghesia e la stabilità
La borghesia crebbe rapidamente nel XVIII secolo, in particolar modo nelle città. Alla cima della scala sociale vi era sicuramente la professione legale per la borghesia, seguita poi dall'appartenenza a diverse associazioni e corporazioni artigianali, soppiantate al secondo posto ben presto dalla professione medica vera e propria. La classe mercantile prosperò grazie al commercio imperialista. Wahrman (1992) ha sottolineato come la nuova élite urbana potesse dividersi sostanzialmente in due categorie: i borghesi capitalisti, che partecipavano alla società nazionale, ed i borghesi indipendenti, orientati alla comunità locale ed ai suoi interessi. Dagli anni '90 del Settecento iniziò ad emergere una nuova borghesia con una particolare auto-percezione socioculturale.
Grazie all'incremento della ricchezza nazionale, al movimento della classe borghese, all'urbanizzazione ed alla stabilità civile, la storia sociale inglese dell'epoca riuscì a mantenersi relativamente calma e stabile, ad eccezione delle guerre e delle rivoluzioni che interessarono le colonie americane, la Francia ed altre nazioni nella medesima epoca. La politica della Rivoluzione francese non riuscì a passare direttamente nella società inglese che non a caso fu tra le poche in Europa a non manifestare sintomi simili nel medesimo periodo, riuscendo invece ad attecchire perfettamente nelle colonie d'America che non a caso si distaccarono dalla Gran Bretagna.

### Religione
Gli storici hanno spesso enfatizzato l'importanza della religione nella storia sociale inglese del XVIII secolo, inclusa la presunta dominazione dell'anglicanesimo nella società dell'epoca. L'Act of Toleration 1689 garantiva diritti di libertà religiosa alle fazioni non protestanti che si erano combattute nella guerra civile. Venne quindi consentito a battisti, congregazionalisti, metodisti e quaccheri di pregare liberamente. Questi gruppi colsero subito l'occasione per espandere ulteriormente l'impero inglese nelle Tredici Colonie dove trovarono terreno fertile per le loro idee.

## L'età vittoriana
I cambiamenti sociali avvenuti nel corso dell'età vittoriana furono fondamentali per la formazione della società inglese moderna, lasciando il segno non solo nel Regno Unito ma in gran parte del mondo che si trovava sotto l'influenza inglese nel XIX secolo. La tecnologia della Rivoluzione industriale aveva avuto un notevole impatto sulla società inglese e le invenzioni non solo avevano introdotto nuove industrie e nuovi impieghi, ma i prodotti avevano alterato la società che ora viveva anche di nuove comodità.
La popolazione inglese raddoppiò da 16,8 milioni del 1851 a 30,5 milioni del 1901. La popolazione della Scozia crebbe altrettanto rapidamente da 2,8 milioni di abitanti nel 1851 ai 4,4 del 1901. La popolazione irlandese, invece, diminuì rapidamente, passando dagli 8,2 milioni di abitanti del 1841 a meno di 4,5 milioni del 1901, in gran parte a causa della Grande Carestia. Nel contempo, circa 15 milioni di emigranti lasciarono il Regno Unito nell'età vittoriana e si insediarono perlopiù negli Stati Uniti, in Canada ed in Australia. La rapida espansione dell'Impero britannico, inoltre, portò anche a numerosi immigrandi come pure soldati, missionari e uomini d'affari che si gettarono nell'impresa di rendere ancora più grande la fama della Gran Bretagna nel mondo.
Culturalmente vi fu una transizione dal razionalismo dell'età georgiana al romanticismo ed al misticismo dell'età vittoriana in ambito religioso, dei valori sociali e delle arti. L'età è popolarmente associata ai valori "vittoriani" di restrizione sociale e sessuale.
Lo status dei poveri subì dei cambiamenti. Un buon affresco di queste condizioni e delle differenze tra l'era georgiana e quella vittoriana si può desumere dagli scritti dei principali autori inglesi delle due epoche, Jane Austen e Charles Dickens. Entrambi descrivono accuratamente nei loro scritti la società da loro vissuta, ma nella Austen i poveri sono perlopiù assenti dal momento che nel XVIII secolo ancora si trattava di povertà rurale, remota e perlopiù assente o comunque distante dalla borghesia. Per Dickens, solo pochi anni dopo, la povertà divenne invece il soggetto principale, in particolare per il pietismo che essa inspirava. I poveri erano ora parte integrante della società urbana e la loro esistenza non poteva più essere ignorata. L'industrializzazione aveva portato larghi profitti per gli imprenditori dell'epoca ed il loro successo era in aperto contrasto non solo con i lavoratori nelle fattorie ma anche con i grandi proprietari terrieri e l'aristocrazia, ancora ancorati al possesso della terra. Il sistema di classificazione della società inglese portò alla creazione di una gerarchia intricata.
Alcuni dei primi attacchi alle innovazioni dell'industrializzazione vennero da parte dei Luddisti che distrussero macchine per la produzione con l'idea che proprio l'industrializzazione avesse aumentato la povertà della società inglese, diminuendo il numero dei lavoratori impiegati in virtù dei minori tempi di produzione e della maggiore accuratezza e serialità delle macchine che non richiedevano più l'abilità del singolo, ma semplicemente la ripetitività del lavoro da svolgere. L'esercito venne chiamato ad agire nelle principali aree di attività dei luddisti come il Lancashire e lo Yorkshire. È pur vero che le squallide, pericolose e spesso oppressive condizioni di lavoro in molte fabbriche dell'età vittoriana portarono ad uno scontento generale ed i lavori iniziarono ad organizzarsi in quelle che divennero note col nome di trade unions per migliorare le loro condizioni di lavoratori. Esse rimasero un organismo illegale sino al Trades Union Congress del 1868 e col passaggio del Trade Union Act 1871 quando anche lo stato le riconobbe come istituzioni legittime. Da allora iniziò un miglioramento generale delle condizioni di vita dei lavoratori inglesi, come già era accaduto per il precursore Ten Hours Act 1847 che riduceva le ore di lavoro ed infine col Factory Act 1901.
Molte di queste leggi si resero necessarie per contrasto con lo scoppio della Grande depressione dell'agricoltura britannica che ebbe inizio nel 1873 e che perdurò sino al 1896 e che diminuì sensibilmente i lavoranti impiegati nell'agricoltura a vantaggio delle industrie. Col declino del prezzo del grano e la produttività della terra, in molti cercarono altri sbocchi per fare denaro. Anche se il parlamento inglese cercò con ogni mezzo di dare aiuto a contadini e lavoratori, la tendenza non riuscì ad essere invertita.
La speranza di vita crebbe nell'età vittoriana come pure iniziò a prendere piede la scienza della nutrizione. Lavori di canalizzazione e depurazione dell'acqua garantirono sempre la presenza di acqua potabile in città, allontanando così il rischio di malattie e pestilenze. Iniziò a svilupparsi la tecnologia medica (ad esempio nel momento drammatico del parto) e vennero sviluppate molte cure a malesseri comuni che pure uccidevano in molti. Il colera ad ogni modo scoppiò a Londra nel 1848–49, uccidendo 14 137 persone e tornando nel 1853 con altri 10.738 morti.

### Comunicazioni e viaggi

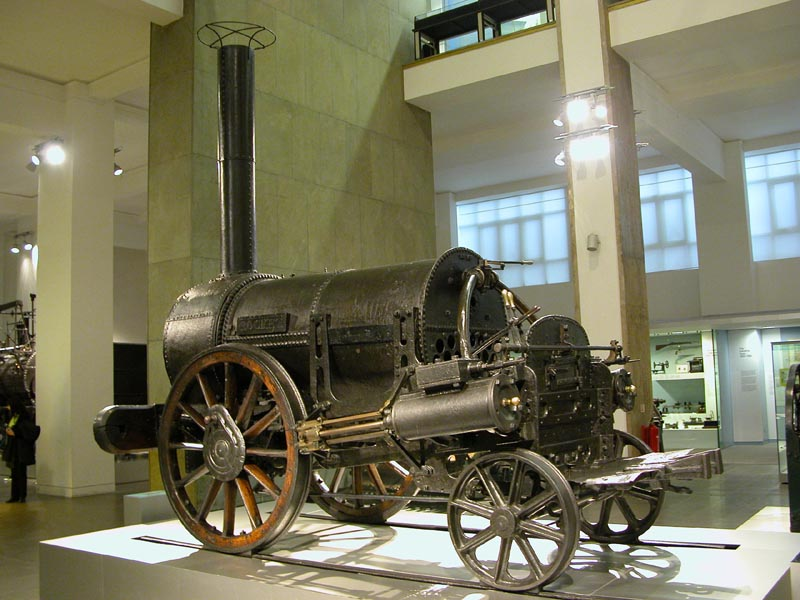
Le ferrovie furono il principale cambiamento della società e delle comunicazioni nell'età vittoriana

Le comunicazioni crebbero rapidamente durante l'età vittoriana. Carrozze, barche a vapore e soprattutto la creazione della prima rete ferroviaria consentirono alle persone di muoversi molto più velocemente, così come i beni e le idee. Nuovi metodi di comunicazioni come il telegrafo o il telefono garantirono ulteriori passi avanti nelle comunicazioni.
I treni aprirono le porte anche al turismo marino. Venne approvato il Bank Holidays Act 1871 che fissò le date delle vacanze annue stabilite dallo stato per i lavoratori. Molti viaggiatori come Thomas Cook iniziarono a viaggiare all'estero per scoprire nuovi modi di fare business. Navi a vapore come la SS Great Britain e la SS Great Western compirono i primi viaggi internazionali verso Nord America ed Australia in tempi record. Una delle più importanti innovazioni nelle comunicazioni inglesi dell'epoca fu la creazione del Penny Black, il primo francobollo in assoluto, che standardizzò il prezzo della posta sulla base della distanza della destinazione.
I vittoriani si dimostrarono sempre particolarmente interessati alle scienze ed al progresso, aspetti che ritenevano fondamentali per migliorare la società attraverso la tecnologia. Vennero così a crearsi città ideali come nel caso di Saltaire, con pianificazioni attente di luoghi civici, per l'educazione e di ricreazione. La riforma sanitaria portò al Public Health Act del 1848 ed a quello del 1869, che portarono alla pulizia generale delle strade, ad un loro maggiore ordine, ed all'introduzione su vasta scala del sapone. L'epoca vittoriana incrementò notevolmente le organizzazioni caritatevoli come ad esempio il Salvation Army, la RSPCA e la NSPCC, con personaggi di spicco come Florence Nightingale. Una nuova istituzione fu quella istituita da Robert Peel e che da lui prese il nome di "peelers", uno dei primi esempi di forza pubblica di polizia per il mantenimento dell'ordine nelle città.

### Le donne e la famiglia
Iniziò proprio durante l'epoca vittoriana a porsi il problema del voto alle donne, che però venne ottenuto solo nel secolo successivo. Il Married Women's Property Act 1882 stabilì che le donne non avrebbero più perso i loro diritti sulle loro proprietà col matrimonio a favore del marito e che potessero quindi divorziare senza temere di cadere in povertà, anche se il divorzio nel XIX secolo era ancora un fatto piuttosto raro in Inghilterra. L'epoca vittoriana si occupò anche notevolmente dell'infanzia e del suo mondo. La legislazione si occupò in questo senso di ridurre le ore di lavoro per i lavoratori più giovani, istituendo anche un'età minima per poter essere assunti, votando l'Education Act 1870 che garantiva a tutti l'educazione primaria.

#### Il divorzio
Nel Regno Unito prima del 1857 le mogli erano sotto controllo economico e legale dei loro mariti, ed il divorzio per quanto consentito dalla legge era quasi impossibile. Esso richiedeva certamente delle notevoli somme di denaro personali per poter sostenere i costi di tale atto e pertanto solo i più ricchi potevano permetterselo. Fu durante l'epoca vittoriana però che venne approvato il Matrimonial Causes Act 1857, che passò malgrado la strenua opposizione mossa dalla tradizionalista Chiesa d'Inghilterra. Il nuovo testo di legge prevedeva che il matrimonio dovesse essere ritenuto più un fatto della società che della chiesa e pertanto la sua discussione venne spostata dalle chiese ai tribunali civili. I processi continuarono comunque ad essere piuttosto costosi (circa 40 sterline), ma erano ora disponibili anche alla borghesia. Una donna che avesse ottenuto una separazione giudiziale prendeva lo status di feme sole, col pieno controllo dei propri diritti civili. Un emendamento ulteriore del 1878 affidava le cause di separazione ai giudici di pace locali. La Chiesa d'Inghilterra bloccò ulteriori riforme sino alla rottura finale con il Matrimonial Causes Act 1973.

## Il XX secolo

### La prima guerra mondiale
Gli ideali edoardiani nel 1901-1914 si presentarono piuttosto liberali, ma ciò che cambiò radicalmente la società inglese nel XX secolo fu la Grande Guerra. L'esercito infatti non era mai stato molto grande per le esigenze dell'Inghilterra e si attestava attorno alle 247 000 unità a prima dell'inizio della guerra. Al 1918 i soldati impiegati erano circa 5.000.000, impiegati anche nella nuova Royal Air Force, nei RNAS e nei RFC. I quasi tre milioni di morti divennero noti col nome collettivo di "lost generation", fatto che lasciò sicuramente segnata la società dell'epoca. Ancora una volta però la sventura unì ulteriormente il popolo inglese che si trovò unito nella coscrizione del servizio in difesa della patria, senza distinzioni di classi o possibilità economiche, fianco a fianco sull'unico fronte della guerra.

### Gli anni '20
Le riforme sociali continuarono nel XX secolo con la nascita nel 1900 del Partito Laburista, il quale però ebbe modo di distinguersi solo a partire dalle elezioni generali del 1922. David Lloyd George disse a tal proposito che la nazione dopo la Grande Guerra si trovava "in uno stato di fusione", ed il suo Housing Act 1919 apportò in questo senso dei miglioramenti, combattendo lo sviluppo delle baraccopoli nelle città. Il Representation of the People Act 1918 diede alle donne il diritto di votare, anche se si dovette attendere sino al 1928 per vedersi riconosciuti pieni diritti di uguaglianza al voto tra uomini e donne.
Dopo la guerra, molti furono i prodotti che entrarono nel mercato inglesi, con un notevole sviluppo della cucina inglese. Si diffuse il commercio di strada e pure i negozi vennero incrementati con la presenza delle prime drogherie e di negozi specifici di alimentari. Iniziarono anche le prime industrie di confezionamento dei prodotti e di inscatolamento per la migliore conservazione e per il trasporto, oltre che per ragioni di igiene. La borghesia iniziò a disporre ora dei primi frigoriferi elettrici che migliorarono anche la conservazione dei cibi e ne consentirono un acquisto in maggiori quantità.

### La Grande Depressione
Se gli anni '20 erano stati relativamente prosperosi in Inghilterra, gli anni '30 portarono ad una profonda depressione che fu parte della crisi internazionale.
Particolarmente colpite risultarono l'Inghilterra del nord ed il Galles dove la disoccupazione raggiunse in alcune aree il 70% della popolazione. Lo sciopero generale del 1926 in supporto ai minatori non riuscì nel proprio intento, ma segnò l'inizio del declino dell'industria mineraria inglese. Nel 1936 duecento disoccupati marciarono da Jarrow a Londra per sottolineare la loro condizione, ma la Jarrow March produsse ben pochi risultati sino al 1940. Il libro di George Orwell dal titolo The Road to Wigan Pier dà una chiara impressione della situazione dell'epoca.

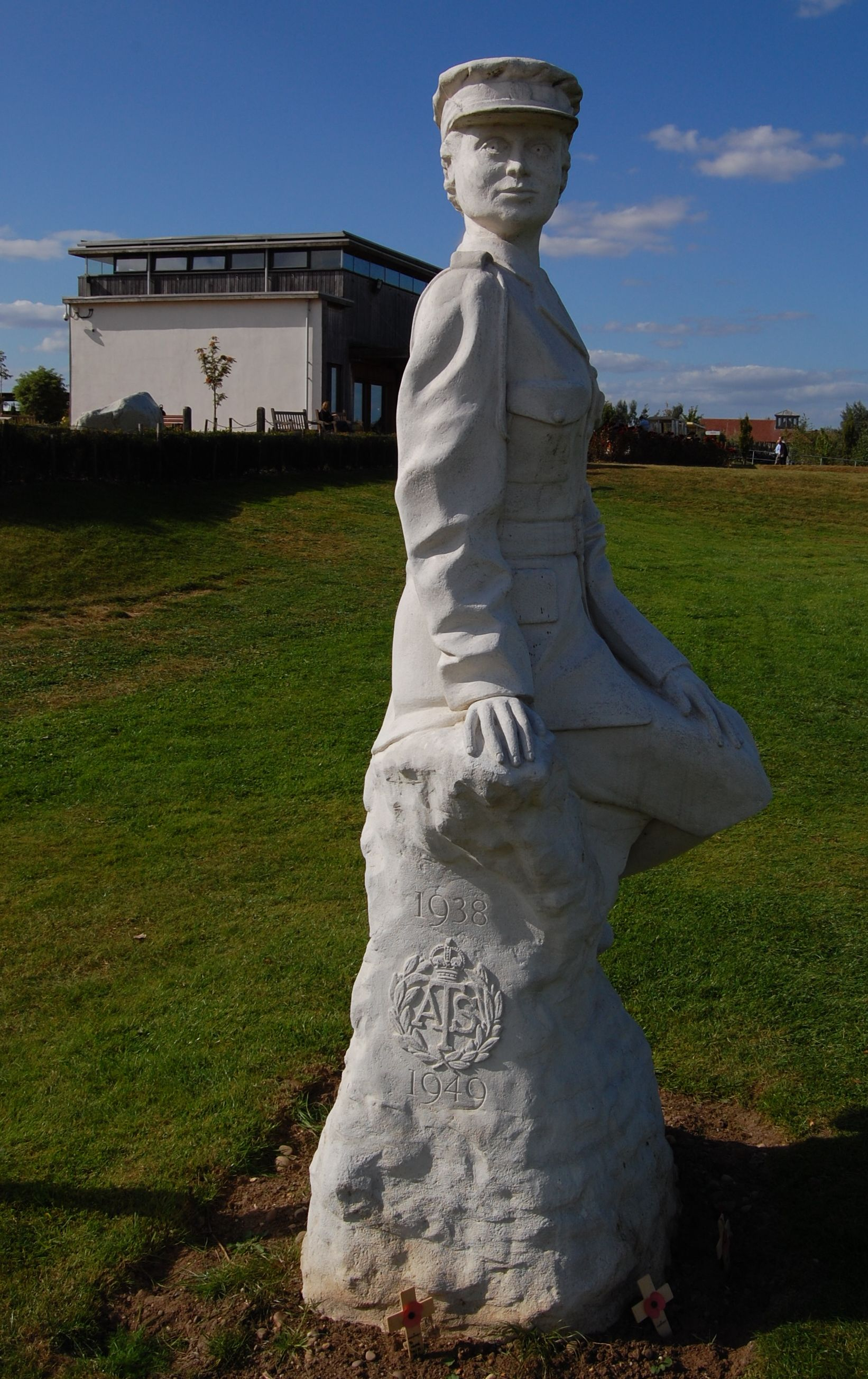
Il memoriale alle donne dell'ATS presso il National Memorial Arboretum.

### La guerra nazionale: 1939–45
La seconda guerra mondiale divenne nota come "guerra popolare" dal momento che ancora una volta contribuì ad unire l'intera Inghilterra su un unico fronte con ben pochi dissensi. Il terrore di bombardamenti, in particolare nelle grandi città, ad ogni modo, provocò una notevole emigrazione di donne e bambini da Londra e da altre città inglesi. Molti fecero poi ritorno in città a guerra finita, mentre altri rimasero dove si erano nel frattempo trasferiti. La focalizzazione sull'agricoltura per la produzione di cibo per sostenere gli sforzi bellici nazionali spostò molte persone ad occuparsi ancora di agricoltura per un proposito nazionale.
Mezzo milione di donne prestò servizio nell'esercito inglese, con la principessa Elisabetta in prima linea che prese parte all'Auxiliary Territorial Service.

## Dal 1945

### Austerity: 1945–51
La vittoria del Partito Laburista nel 1945 presentò non poche frustrazioni perché per quanto si potesse gioire della vittoria appena conquistata, il Tesoro si trovava sull'orlo della bancarotta ed il programma di nazionalizzazione dei laburisti si presentava eccessivamente costoso. I livelli di prosperità del paese riuscirono a tornare ai livelli prebellici solo negli anni '50. Venne questa chiamata l'età dell'Austerity. La riforma più importante di questo periodo fu l'istituzione del National Health Service il 5 luglio 1948 che diede assistenza medica a tutti nel regno per la prima volta.
Le razionalizzazioni ad ogni modo continuarono sino al 1954. I Conservatori dal canto loro cercarono di sfruttare questo particolare momento storico per attaccare il socialismo, l'austerity, la razionalizzazione ed il controllo economico del governo e tornarono al potere nel 1951.

### I prosperosi anni '50
Quando negli anni '50 tornò la prosperità in Inghilterra, gli inglesi cercarono ancora una volta di incentrare i loro sforzi sulle famiglie. Vennero aperti dei campi estivi e le persone iniziarono a dedicarsi a degli hobbies personali. Il primo servizio televisivo garantito dalla BBC fu l'incoronazione della regina Elisabetta II nel 1953, un evento che attrasse un'audience di 20.000.000 di inglesi, spingendo all'acquisto di televisori, in particolare presso la borghesia. I televisori passarono dall'1% nel 1950 al 75% del 1965.
I negozi di vicinato vennero via via rimpiazzati da catene di negozi e centri commerciali con una gran varietà di beni e merci in un medesimo punto. Le macchine iniziarono a divenire un punto cardine della vita inglese con lo sviluppo necessario anche di una nuova rete stradale più moderna ed efficiente. Questi problemi portarono dunque anche alla necessità di sviluppare una cintura verde per proteggere la campagna dal rischio di una sconsiderata politica di sfruttamento del suolo.

### Gli anni '60
Gli anni '60 costituirono un drastico cambiamento in Inghilterra, in particolare nel mondo giovanile. Il fenomeno, che prese piede internazionalmente, fu quello del gruppo rock britannico dei The Beatles. Le generazioni invocarono la rivoluzione culturale con band come ad esempio i The Rolling Stones.
Cambiarono anche i costumi sessuali della società inglese. Nel 1960 per la prima volta venne pubblicato il romanzo di D. H. Lawrence, L'amante di Lady Chatterley che, sebbene dato alle stampe nel 1928, era sempre stato esplicitamente vietato in Inghilterra. La rivoluzione sessuale portò al brevetto della minigonna da parte di Mary Quant nonché alla legalizzazione dell'omosessualità nel 1967. Aumentarono i divorzi e gli aborti, oltre a garantire nel 1975 all'approvazione dell'Equal Pay Act e del Sex Discrimination Act per l'eliminazione delle discrepanze uomo-donna.
Gli anni '60 segnarono anche l'esplosione della satira inglese. La musica pop iniziò a dominare la scena assieme ad una serie di subculture giovanili come i mods, i rockers, gli hippies e gli skinheads.
La riforma dell'educazione portò all'eliminazione delle vecchie grammar school a vantaggio dei nuovi istituti comprensivi all'insegna di un nuovo sistema di educazione egualitario, come pure un miglioramento dell'accesso agli istituti di formazione superiori.
Tra gli anni '50 e '60 si assistette anche ad una notevole immigrazione nel Regno Unito da alcune ex colonie britanniche come i Caraibi, l'India ed il Pakistan, portando ai primi fenomeni di razzismo, già presagito da Enoch Powell nel suo Rivers of Blood speech.

### Gli anni '80
Uno dei cambiamenti radicali degli anni '80 in Inghilterra fu l'aumento del potere d'acquisto delle famiglie che spinse molti ad acquistare una propria abitazione. Nel contempo, la prima primo ministro inglese Margaret Thatcher, indebolì con le sue riforme le trade unions.
I primi movimenti ambientalisti degli anni '80 ridussero l'enfasi dell'agricoltura intensiva e promossero le prime fattorie organiche e una biologia della conservazione in campagna.
L'osservanza religiosa conobbe un declino durante la seconda metà del XX secolo, in parte per l'aumento delle persone di religione non cristiana con l'immigrazione. La Chiesa d'Inghilterra diminuì nella propria influenza a vantaggio di altre forme di religione nella società.

### Gli anni '90 ed il nuovo millennio
Dopo la risurrezione del liberalismo economico degli anni '80, l'ultimo decennio del XX secolo divenne nota in Inghilterra per il suo liberalismo sociale, in gran parte per la generazione nata negli anni '60. Nel 1990, il 69% degli inglesi riteneva che l'omosessualità fosse da ritenere moralmente errata, ma verso gli anni 2000 tale sentimento era sceso sotto il 50% per il generale consenso dell'omosessualità.
La morte della principessa Diana del Galles nel 1997 fu un evento sociale particolarmente importante nella storia sociale inglese.
Il sentimento di disparità nel processo di deindustrializzazione e globalizzazione dell'economia sono stati indicati come i primi fattori della vittoria inaspettata della campagna del leave ("lasciare") nel Referendum sulla permanenza del Regno Unito nell'Unione europea.